# 이병헌의 작품 목록

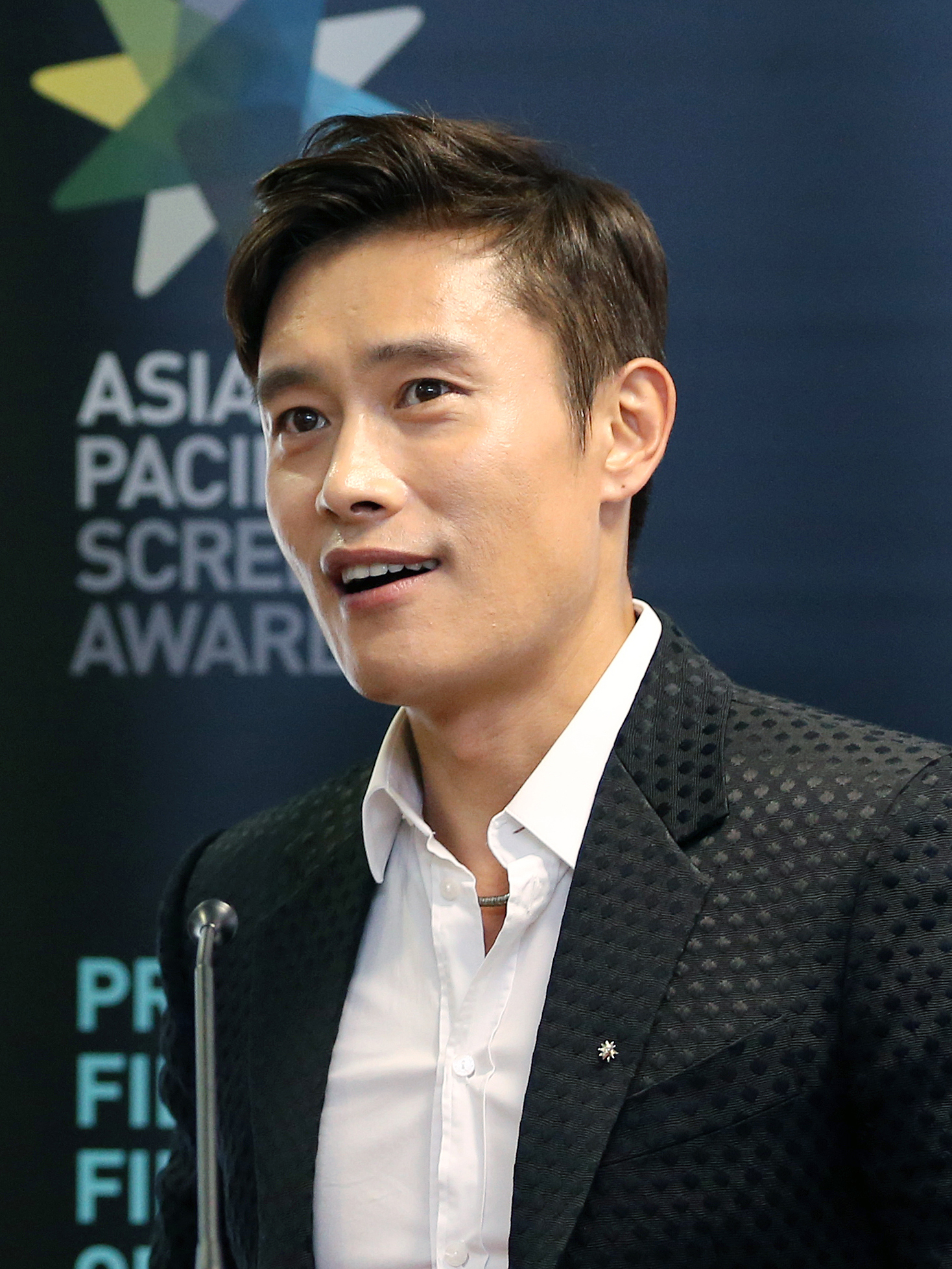
2013년, 아시아 태평양 스크린 어워즈에서 이병헌.

다음은 대한민국의 배우 이병헌의 작품 목록이다.

### 영화
- 1995년 영화 《런어웨이》 ... 이동희 역
- 1995년 영화 《네온 속으로 노을지다》 ... 이현승 역 (특별출연)
- 1995년 영화 《누가 나를 미치게 하는가》 ... 이종두 역
- 1996년 영화 《아마게돈》 ... 오혜성 역 (목소리출연)
- 1996년 영화 《그들만의 세상》 ... 러브 역
- 1997년 영화 《지상만가》 ... 종만 역
- 1998년 영화 《엑스트라》 ... (특별출연)
- 1999년 영화 《내 마음의 풍금》 ... 강수하 역
- 2000년 영화 《공동경비구역 JSA》 ... 이수혁 역
- 2001년 영화 《번지점프를 하다》 ... 서인우 역
- 2002년 영화 《마리이야기》 ... 어른 남우 역 (목소리 출연)
- 2002년 영화 《중독》 ... 대진 역
- 2004년 영화 《누구나 비밀은 있다》 ... 최수현 역
- 2004년 영화 《쓰리 몬스터 - '컷' 편》 ... 유지호 역
- 2005년 영화 《달콤한 인생》 ... 김선우 역
- 2006년 영화 《그 해 여름》 ... 윤석영 역
- 2007년 영화 《히어로》 ... 강민우 역
- 2008년 영화 《좋은 놈, 나쁜 놈, 이상한 놈》 ... 박창이 역
- 2009년 영화 《지.아이.조: 전쟁의 서막》 ... 스톰 쉐도우 역
- 2009년 영화 《나는 비와 함께 간다》 ... 수동포 역
- 2010년 영화 《아이리스: 더 무비》 ... 김현준 역
- 2010년 영화 《악마를 보았다》 ... 김수현 역
- 2010년 영화 《인플루언스》 ... W 역
- 2011년 영화 《쉐어 더 비전》 ... 현민 역
- 2012년 영화 《광해, 왕이 된 남자》 ... 광해 / 하선 역
- 2013년 영화 《지.아이.조 2》 ... 스톰 쉐도우 역
- 2013년 영화 《레드: 더 레전드》 ... 한조배 역
- 2015년 영화 《터미네이터: 제네시스》 ... T-1000 역
- 2015년 영화 《협녀, 칼의 기억》 ... 유백 역
- 2015년 영화 《내부자들》 ... 안상구 역
- 2016년 영화 《미스컨덕트》 ... 히트맨 역
- 2016년 영화 《매그니피센트 7》 ... 빌리 록스 역
- 2016년 영화 《밀정》 ... 정채산 역 (특별출연)
- 2016년 영화 《마스터》 ... 진현필 회장 역
- 2017년 영화 《싱글라이더》 ... 강재훈 역
- 2017년 영화 《남한산성》 ... 최명길 역
- 2018년 영화 《그것만이 내 세상》 ... 김조하 역
- 2019년 영화 《백두산》 ... 리준평 역
- 2020년 영화 《남산의 부장들》 ... 김규평 역
- 2021년 영화 《비상선언》
- 2023년 영화 《콘크리트 유토피아》 ... 영탁 역
- 2025년 영화 《승부》 ... 조훈현 역
- 2025년 영화 《케이팝 데몬 헌터스》 ... 귀마 역 (목소리)
- 2025년 영화 《킹 오브 킹스》 ... 찰스 디킨스 역 (목소리)
- 2025년 영화 《어쩔수가없다》 ... 만수 역

### 드라마
| 연도   | 방송사  | 제목                         | 역할                                    | 비고                                    |
| ------ | ------- | ---------------------------- | --------------------------------------- | --------------------------------------- |
| 1991년 | KBS1    | 바람꽃은 시들지 않는다       |                                         | 대하드라마                              |
| 1991년 | KBS2    | 아스팔트 내 고향             | 진우                                    | 월화 미니시리즈                         |
| 1991년 | KBS2    | 가족                         |                                         | 주간 드라마                             |
| 1992년 | KBS1    | 해뜰날                       | 칼판 (최형만)                           | 일일연속극                              |
| 1992년 | KBS2    | 이별 없는 아침               | 석우/병호                               | 월화 미니시리즈                         |
| 1992년 | KBS2    | 내일은 사랑                  | 신범수                                  | 청춘드라마                              |
| 1993년 | KBS1    | 들국화                       |                                         | 일일연속극                              |
| 1993년 | KBS2    | 살아남은 자의 슬픔           | 이자명                                  | 월화 미니시리즈                         |
| 1994년 | KBS2    | 폴리스                       | 오혜성                                  | 월화 미니시리즈                         |
| 1994년 | SBS     | 사랑의 향기                  | 준호                                    | 주말극장                                |
| 1995년 | SBS     | 아스팔트 사나이              | 한국자동차 대표이사 사장 강동준         | 수목 드라마 스페셜                      |
| 1995년 | KBS2    | 바람의 아들                  | 장홍표                                  | 수목 미니시리즈                         |
| 1997년 | SBS     | 아름다운 그녀                | 황준호                                  | 주말 특별기획드라마                     |
| 1997년 | SBS     | 70분 드라마 - 나는 원한다    |                                         | 단막극, 우정 출연                       |
| 1998년 | SBS     | 백야 3.98                    | 전 공군 중위 국가안전기획부 민경빈      | 창사 8주년 특별기획드라마               |
| 1999년 | SBS     | 카이스트                     | 강석민                                  | 특별출연                                |
| 1999년 | SBS     | 해피투게더                   | 서태풍                                  | 수목 드라마 스페셜                      |
| 1999년 | KBS2    | 일요베스트 - 세리가 돌아왔다 | 카페 대표이사                           | 단막극                                  |
| 1999년 | SBS     | TV영화 러브스토리 - 해바라기 | 이태성                                  | 수목 드라마스페셜, 2부작 옴니버스드라마 |
| 2001년 | SBS     | 먼길                         | 최우식                                  | 설특집 드라마 2부작                     |
| 2001년 | SBS     | 아름다운 날들                | 이민철                                  | 수목 드라마 스페셜                      |
| 2003년 | SBS     | 올인                         | 김인하                                  | 수목 대기획                             |
| 2009년 | KBS2    | 아이리스                     | 국가안전국 (NSS) 대테러 1팀 요원 김현준 | 수목 미니시리즈                         |
| 2010년 | SBS     | 아테나: 전쟁의 여신          | 김현준                                  | 월화 대기획, 특별 출연                  |
| 2011년 | 후지TV  | 외교관 쿠로다 코사쿠         | 존                                      | 일본 드라마, 특별 출연                  |
| 2018년 | tvN     | 미스터 션샤인                | 최유진 / 초이                           | 토일 드라마                             |
| 2021년 | NETFLIX | 오징어 게임                  | 프론트맨, 황인호                        | 특별 출연                               |
| 2022년 | tvN     | 우리들의 블루스              | 이동석                                  |                                         |
| 2024년 | NETFLIX | 오징어 게임 2                | 프론트맨, 오영일, 황인호                |                                         |
| 2025년 | NETFLIX | 오징어 게임 3                | 프론트맨, 오영일, 황인호                |                                         |
| 2026년 |         | 코리언즈                     |                                         |                                         |

### 뮤지컬
| 연도   | 제목        | 역할 | 비고 |
| ------ | ----------- | ---- | ---- |
| 1999년 | 코러스 라인 |      |      |

## 방송

### 텔레비전 프로그램
- 1991년 KBS1 《신 전국일주 - 전남 영광 편》
- 1992년 KBS1 《퀴즈 탐험 신비의 세계》
- 1992년 SBS 《빙글빙글퀴즈》
- 1992년 MBC 《일요일 일요일 밤에 - 이병헌의 고백 올림픽 편》
- 1993년 KBS2 《전원집합! 토요대행진》
- 1993년 KBS2 《코미디 세상만사》
- 1993년 KBS2 《달려라 고고 - 스타를 찾아라》
- 1993년 KBS1 《체험 삶의 현장》
- 1994년 SBS 《스타다큐》
- 1994년 MBC 《토요일 토요일은 즐거워 - 뮤직드라마 돌아와야 할 때》
- 1994년 SBS 《투맨쇼 두 남자와 만납시다》
- 1995년 KBS2 《연예가중계》
- 1995년 KBS2 《슈퍼선데이 - 스타와 만나요》
- 1995년 KBS2 《가족오락관》
- 1996년 KBS2 《설특집 스타와 함께 고향 앞으로》
- 1996년 MBC 《주병진 나이트쇼》
- 1996년 MBC 《스타가요제전》
- 1996년 SBS 《96 피라미드 스핑크스 대축제》
- 1996년 MBC 《청소년 음악회 - 한양대 편》
- 1996년 KBS2 《TV 데이트》
- 1996년 SBS 《이홍렬쇼 - 참참참》
- 1997년 KBS2 《슈퍼선데이 - 100회 특집》
- 1997년 MBC《생방송 좋은밤입니다(Feat. 임창정)》
- 1998년 MBC 《생방송 데이트11》
- 1998년 MBC 《10시! 임성훈입니다》
- 1999년 KBS2 《이소라의 프로포즈》
- 1999년 MBC 《박상원의 아름다운 TV 얼굴》
- 2000년 KBS2 《스타데이트 최고의 만남》
- 2000년 SBS 《김혜수 플러스 유》
- 2001년 KBS2 《제22회 청룡영화상》MC
- 2005년 KBS2 《포토다큐》
- 2009년 KBS2 《인사이트 아시아 - 인간의 땅》
- 2010년 KBS2 《설특집 다큐 이병헌은 있다》
- 2010년 KBS2 《세대공감 토요일 - 별들의전쟁/별들의 고향》
- 2010년 KBS2 《영화가 좋다 - 전씨네 인터뷰》
- 2011년 KBS2 《희망로드 대장정》
- 2012년 KBS2 《세대공감 토요일 - 스타플러스》
- 2012년 KBS2 《영화가 좋다 - 나는 영화인이다》
- 2012년 KBS2 《KBS 뉴스라인》
- 2012년 MBC 《섹션TV 연예통신》
- 2013년 SBS 《SBS 창사특집 대기획 4부작 최후의 제국》 - 내레이션
- 2013년 SBS 《힐링캠프 기쁘지 아니한가》
- 2013년 MBC 《섹션TV 연예통신》
- 2013년 SBS 《SBS 스페셜 - 오래된 신인 이병헌 그리고 할리우드》
- 2013년 KBS2 《생생정보통 - 연예시대》
- 2013년 KBS2 《영화가 좋다 - 인터뷰》
- 2013년 KBS2 《연예가중계 - 게릴라데이트》
- 2013년 SBS 《SBS 창사특집 대기획 5부작 최후의 권력》 - 내레이션
- 2021년 쿠팡플레이 《SNL 코리아 리부트 시즌1》 - 1회 호스트
- 2023년 tvN 《유 퀴즈 온 더 블럭》 - 206회
- 2023년 KBS1 《다큐 인사이트 - 박서보 폭풍, 고요》 - 내레이션
- 2024년 KBS1 《KBS 대기획 - 딴따라 JYP》

### 라디오 프로그램
- 2013년, 2017년, 2020년 SBS 파워FM 《두시탈출 컬투쇼》

## 뮤직 비디오
| 연도   | 가수   | 노래        | 비고            |
| ------ | ------ | ----------- | --------------- |
| 1998년 | 조성모 | To Heaven   | 뮤직 비디오 1탄 |
| 1998년 | 조성모 | 불멸의 사랑 | 뮤직 비디오 2탄 |
| 2017년 | 싸이   | I Luv It    | 뮤직 비디오 1탄 |

## 게임
- 2006년 캡콤의 게임 로스트 플래닛: 익스트림 컨디션의 주인공 웨인의 모델

## 광고
| 연도          | 광고명 |
| ------------- | --- |
| 1993년        | - 오뚜기 스낵면 - 아모레퍼시픽 트윈X - 오리온 썬칩 - 롯데제과 아로마 |
| 1994년        | - 대우통신 윈프로펜티엄컴퓨터 - 오리온 투유 - 스탠더드텔레콤 닉소 - 새한우마노 우마노셔츠 - 롯데칠성음료 쌕소다 |
| 1996년        | - 나우메딕 렌즈메딕 - 한주통산 웨스트우드 (의류) - 우리자동차판매/한독시계 오딘예물시계 |
| 1997년        | - 한국GM 티코 - 파로마가구 - 롯데칠성음료 레쓰비 (캔커피) |
| 1999년        | - 금성출판사 푸르넷 - 롯데제과 아트라스 |
| 1999년~2001년 | - 매일유업 카페라떼 |
| 2000년        | - 쿠지 옴므 (화장품) |
| 2000년~2002년 | - 아모레퍼시픽 댄트롤 두피케어 샴푸/린스 |
| 2001년        | - 씨티은행 씨티카드 |
| 2001년~2002년 | - LG정유 시그마6 - 온세통신 국제전화008 |
| 2002년        | - 동부화재 동부화재 자동차보험 - SPC그룹 던킨도너츠 - 데이콤 082 시외전화 - 하이트진로 하이트 맥주 (with 고소영) - 웅진식품 아침햇살 (음료) - 인디에프 트루젠 (남성 정장) |
| 2002년~2003년 | - 아모레퍼시픽 미래파 옴므 - 체이스컬트 (with 이은주 2003년) - KT스카이라이프 스카이라이프 |
| 2002년~2004년 | - 우리은행 우리카드 (with 김희선) |
| 2003년        | - 교원L&C 웰스정수기 (with 송혜교) - 하이티파니 (with 김희선) |
| 2003년~2004년 | - SK텔레콤 NATE (통신사) (with 김남진 / 2004년) |
| 2004년        | - 한국관광공사 : 동남아 편 - 삼성물산 래미안 |
| 2005년        | - 삼성생명보험 삼성생명FC - 달콤한인생 |
| 2006년        | - 나인스에비뉴 (with 최지우) |
| 2008년~2009년 | - 토요타 자동차 토요타 RAV4 |
| 2008년~2011년 | - 그랜드코리아레저 세븐럭 (카지노 업체) |
| 2009년        | - 호텔신라 신라면세점 - 에이블씨엔씨 미샤 옴므 (화장품) - LG패션 마에스트로 (남성 정장) |
| 2010년        | - 에이블씨엔씨 미샤 썸머 빅 세일 (with 김혜수, 송하윤) - 기아자동차 K7 - 굿 다운로더 캠페인 (with 황정민, 김윤진, 손예진) |
| 2010년~2011년 | - 캠브리지 코오롱 지오투 (남성 정장) - 호텔신라 신라면세점 |
| 2011년        | - 디아지오코리아 윈저 (위스키) - XTM : 남자의 날을 세워라 편 |
| 2011년~2013년 | - 팬텍 스카이 (휴대전화) - 스카이 Vega S (2011년) - 스카이 Vega 레이서 (2011년) - 베가 N˚6 (2013년) - 베가 아이언 (2013년) - 베가 LTE-A (2013년) - 베가 시크릿노트+시크릿업 (2013년) - 소니 (카메라) - 소니 DSLT α65 (2011년) - 소니α NEX-5 (2011년) - 소니α NEX-7 (2012년) - 소니 DSLT α57 (2012년) - 소니α NEX-5R (2012년) - 소니α DSLT α58 (2013년) |
| 2012년        | - 현대자동차 기업 캠페인 'Live brilliant' ※내레이션 |
| 2012년~2013년 | - 노티카 아웃도어 (with 오연서) |
| 2012년~2014년 | - 롯데네슬레 - 네스카페 (2012년) - 네스카페 수프리모 크레마 (2013년) - 네스카페 신선한 모카 (2014년) |
| 2013년~2014년 | - (주)불스원 불스원샷 (자동차용품업체) |
| 2014년        | - OCN 문화광장 편 ※내레이션 - 신세계그룹 SSG.com (with 한효주) |
| 2015년        | - 이데아 플레니스의 수호자 (모바일 게임) |
| 2016년        | - 카시오 시계 - 르노코리아 QM6 ※내레이션 |
| 2017년        | - 케이뱅크 - 체이스컬트 - 칸타타 |
| 2018년        | - JM솔루션 - 한화금융 Lifeplus - GC녹십자 녹십자 - 밀리의서재 |
| 2019년        | - 슈퍼셀오와이 브롤스타즈 |
| 2020년        | - 검암역 로열파크씨티 푸르지오 - 파라다이스시티 - 문화체육관광부 영화진흥위원회 - 로사퍼시픽 이플래쉬 - 피자알볼로 - 위메이드 미르의 전설 4 - 프롬바이오 - KB캐피탈 KB차차차 |
| 2021년        | - 해태 부라보콘 - OB맥주 한맥 - 피자헛 |
| 2022년 ~ 현재 | - NHN 한게임 (with 조승우, 정우성) - 아이헤이트플라잉버그스 밀당PT |
| 2023년 ~ 현재 | - 브이엘앤코 루이까스텔 - 왕길역 로열파크씨티 푸르지오 |
| 2024년 ~ 현재 | - 닥터나우 |
| 2025년 ~ 현재 | - 롯데리아 |

## 가수 활동

### 음반 목록
싱글
- 이츠카 (いつか 언젠가[*], 2008년)

앨범
- 《To Me》 (1999년)

## 경력 및 홍보대사
- 1991년 KBS 14기 공채 탤런트
- 1999년 7월 제주국제자유도시 명예홍보대사
- 2005년 12월 유니세프 특별대표
- 2007년 1월 BH 엔터테인먼트 설립[1]
- 2009년 12월 대한민국 국가정보원 명예요원
- 2010년 9월 캘리포니아주 관광홍보대사
- 2010년 11월 서울특별시 글로벌 홍보대사

## 같이 보기
- 이병헌의 수상 및 후보 목록